# Prelaz Kizilart
Prelaz Kizilart (rusko Кызыл-Арт; kirgiško Кызыл-Арт ашуусу) je gorski prelaz in mejni prehod v Trans-Alajskem pogorju na meji med Tadžikistanom in Kirgizistanom. Najvišja točka je 4280 m. Območje je običajno razgibano in suho. Prečka ga Pamirska cesta, ki vodi proti jugu od Sari-Taš v dolini Alaj navzgor na planoto Pamir proti jezeru Karakul in Murghabu v Tadžikistanu. V poznem 19. stoletju so Rusi raziskovali in sčasoma zasedli planoto Pamir.

## Opis
Prelaz je na meji med srednjeazijskima republikama Kirgizistanom na severu in Tadžikistanom na jugu ter povezuje kirgiško provinco (oblast) Oš z avtonomno regijo Gorno-Badahšan na vzhodnem delu Tadžikistana. Prehod med temi sušnimi, strmimi in redko poseljenimi predeli ni zelo prometen.
Prelaz je približno 50 km južno od kirgiškega mesta Sari-Taš v dolini Alaj, na odseku, dokončanem leta 1932 Pamirske ceste od Oša v Kirgizistanu v Ferganski dolini do Hougha v Tadžikistanu. Od Sar-Taša se cesta usmeri proti planoti Pamir, doseže jezero KaraKul in mesto Murghob v Tadžikistanu.
Če pridemo s severa iz široke doline Alaj, ki leži med gorovjem Alaj in pogorjem Trans-Alaj v Pamirju, v zgornjem delu Kizilsuuja, je vzpon na prelaz precej položen. Na južni strani proti puščavski dolini Markansu je pot bolj strma.
Mejna kontrolna točka na kirgiški strani je Bor-Döbö.

## Galerija
- Ascent to the pass
- Yaki on the pass
- Kilometers on the pass
- Pamir Highway near the Kyzyl Art Pass
- Potek Pamirske ceste